# Vespa histrio
Vespa histrio är en stekelart som beskrevs av Charles Joseph de Villers 1789. Vespa histrio ingår i släktet Vespa och familjen Eumenidae. Inga underarter finns listade i Catalogue of Life.